# Красний Яр (Сєровський міський округ)
Кра́сний Яр (рос. Красный Яр) — селище у складі Сєровського міського округу Свердловської області.
Населення — 170 осіб (2010, 235 у 2002).
Національний склад населення станом на 2002 рік: росіяни — 77 %.